# Communauté de communes de la Picardie verte
La Communauté de communes de la Picardie verte (CCPV) est une communauté de communes française, située dans le département de l'Oise.

## Histoire
La CCPV, créée par arrêté préfectoral du 31 décembre 1996 qui a pris effet le lendemain, succède aux SIVOM de Formerie (23 communes, créé le 6 février 1965), de Grandvilliers (23 communes, créé le 6 février 1965), de Songeons (28 communes, créé le 27 juin 1972) et de Marseille-en-Beauvaisis (19 communes, créé le 21 juillet 1965).
Un syndicat d’aménagement et de développement (qui remplaçait le Syndicat du contrat de Pays picard) regroupe en janvier 1990 les 4 cantons, ainsi que celui de Crèvecœur-le-Grand
La commune de Quincampoix-Fleuzy, limitrophe de la Seine-Maritime et d'Aumale demande fin 2017 son rattachement  à la communauté de communes interrégionale Aumale - Blangy-sur-Bresle, estimant qu'elle est plus liée au territoire de cette intercommunalité : traitement des eaux usées par la station d'épuration d'Aumale, utilisation de la déchèterie de Morienne, alimentation électrique par le syndicat départemental d'énergie de la Seine-Maritime... De même, les habitants fréquentent plutôt les services et commerces du secteur d'Aumale que ceux de la Picardie verte. Ce changement nécessite l'accord des deux intercommunalités et d'une majorité qualifiée des conseils municipaux de la CCPV, ou après avis favorable de la formation restreinte de la commission départementale de coopération intercommunale (CDCI) et accord des préfets des deux départements concernés. Le conseil communautaire de la Picardie verte du 25 janvier 2018 donne un avis défavorable à ce transfert, par 21 votes « pour », 52 votes « contre » et 5 abstentions, craignant le départ d'autres communes jouxtant d'autres intercommunalités.
Le 1er janvier 2019, Boutavent est absorbé au sein de la commune nouvelle de Formerie, réduisant de ce fait à 88 le nombre de communes associées au sein de la CCPV.

## Le territoire communautaire

### Géographie
En 2019, la communauté de communes de la Picardie verte regroupe 88 communes rurales situées au nord-ouest du département de l'Oise, sur le Plateau picard et à proximité du Pays de Bray, soit l'ensemble des communes des cantons de Formerie, Grandvilliers et Marseille-en-Beauvaisis (à l'exception de Milly sur Thérain qui dépend de la communauté d'Agglomération du Beauvaisis), ainsi que certaines communes du canton de Songeons.
Elle est desservie principalement par la route départementale 901 (tronçon de l'ancienne Route nationale 1), l'A29 ( 13), ainsi que par la ligne TER Picardie Le Tréport - Abancourt - Beauvais - Paris.

### Composition
La communauté de communes est composée des 88 communes suivantes :

| Nom                      | Code Insee | Gentilé          | Superficie (km2) | Population (dernière pop. légale) | Densité (hab./km2) |
| ------------------------ | ---------- | ---------------- | ---------------- | --------------------------------- | ------------------ |
| Formerie (siège)         | 60245      | Formions         | 12,82            | 2 101 (2022)                      | 164                |
| Abancourt                | 60001      | Abancourtois     | 6,01             | 581 (2022)                        | 97                 |
| Achy                     | 60004      |                  | 12,7             | 406 (2022)                        | 32                 |
| Bazancourt               | 60049      | Bazancourtois    | 3,15             | 103 (2022)                        | 33                 |
| Beaudéduit               | 60051      |                  | 3,72             | 170 (2022)                        | 46                 |
| Blargies                 | 60076      |                  | 10,05            | 505 (2022)                        | 50                 |
| Blicourt                 | 60077      |                  | 14,57            | 358 (2022)                        | 25                 |
| Bonnières                | 60084      | Bonnièrois       | 8,44             | 194 (2022)                        | 23                 |
| Bouvresse                | 60098      |                  | 2,8              | 170 (2022)                        | 61                 |
| Briot                    | 60108      | Briotins         | 6,49             | 297 (2022)                        | 46                 |
| Brombos                  | 60109      | Brombosiens      | 6,9              | 247 (2022)                        | 36                 |
| Broquiers                | 60110      |                  | 2,92             | 238 (2022)                        | 82                 |
| Buicourt                 | 60114      | Buicourtois      | 3,51             | 148 (2022)                        | 42                 |
| Campeaux                 | 60122      | Campeausiens     | 11,46            | 485 (2022)                        | 42                 |
| Canny-sur-Thérain        | 60128      |                  | 5,92             | 224 (2022)                        | 38                 |
| Cempuis                  | 60136      | Cempuisiens      | 9,38             | 479 (2022)                        | 51                 |
| Crillon                  | 60180      | Crillonais       | 8,66             | 488 (2022)                        | 56                 |
| Daméraucourt             | 60193      | Daméraucourtois  | 8,57             | 200 (2022)                        | 23                 |
| Dargies                  | 60194      |                  | 14,42            | 242 (2022)                        | 17                 |
| Élencourt                | 60205      | Élencourtois     | 1,34             | 49 (2022)                         | 37                 |
| Ernemont-Boutavent       | 60214      |                  | 8,95             | 176 (2022)                        | 20                 |
| Escames                  | 60217      |                  | 11,68            | 223 (2022)                        | 19                 |
| Escles-Saint-Pierre      | 60219      | Esclois          | 3,37             | 176 (2022)                        | 52                 |
| Feuquières               | 60233      | Feuquièrois      | 12,24            | 1 396 (2022)                      | 114                |
| Fontaine-Lavaganne       | 60242      | Lavagannais      | 6,76             | 503 (2022)                        | 74                 |
| Fontenay-Torcy           | 60244      |                  | 5,96             | 144 (2022)                        | 24                 |
| Fouilloy                 | 60248      | Fouilloysiens    | 4,62             | 217 (2022)                        | 47                 |
| Gaudechart               | 60269      | Gaudechartois    | 5,71             | 346 (2022)                        | 61                 |
| Gerberoy                 | 60271      | Gerboréens       | 4,51             | 86 (2022)                         | 19                 |
| Glatigny                 | 60275      | Glatinois        | 3,63             | 217 (2022)                        | 60                 |
| Gourchelles              | 60280      | Gourchellois     | 2,23             | 104 (2022)                        | 47                 |
| Grandvilliers            | 60286      | Grandvillois     | 6,64             | 2 761 (2022)                      | 416                |
| Grémévillers             | 60288      |                  | 6,85             | 479 (2022)                        | 70                 |
| Grez                     | 60289      |                  | 5,86             | 264 (2022)                        | 45                 |
| Halloy                   | 60295      | Halloyens        | 3,84             | 439 (2022)                        | 114                |
| Le Hamel                 | 60297      | Hamelois         | 7,86             | 185 (2022)                        | 24                 |
| Hannaches                | 60296      | Hannachois       | 9,52             | 130 (2022)                        | 14                 |
| Hanvoile                 | 60298      | Hanvoiliens      | 5,88             | 654 (2022)                        | 111                |
| Haucourt                 | 60301      | Haucourtois      | 3,88             | 132 (2022)                        | 34                 |
| Hautbos                  | 60303      |                  | 4,3              | 191 (2022)                        | 44                 |
| Haute-Épine              | 60304      | Haute-Épinois    | 6,73             | 262 (2022)                        | 39                 |
| Hécourt                  | 60306      | Hécourtois       | 7,47             | 149 (2022)                        | 20                 |
| Héricourt-sur-Thérain    | 60312      |                  | 4,35             | 108 (2022)                        | 25                 |
| Hétomesnil               | 60314      |                  | 7,84             | 321 (2022)                        | 41                 |
| Lachapelle-sous-Gerberoy | 60335      |                  | 4,93             | 159 (2022)                        | 32                 |
| Lannoy-Cuillère          | 60347      | Launoyens        | 14,98            | 281 (2022)                        | 19                 |
| Lavacquerie              | 60353      |                  | 8,28             | 185 (2022)                        | 22                 |
| Laverrière               | 60354      |                  | 3,74             | 28 (2022)                         | 7,5                |
| Lihus                    | 60365      |                  | 16,03            | 424 (2022)                        | 26                 |
| Loueuse                  | 60371      | Loueusiens       | 7,32             | 151 (2022)                        | 21                 |
| Marseille-en-Beauvaisis  | 60387      | Marseillois      | 8,26             | 1 426 (2022)                      | 173                |
| Martincourt              | 60388      |                  | 5,08             | 137 (2022)                        | 27                 |
| Le Mesnil-Conteville     | 60397      |                  | 3,49             | 69 (2022)                         | 20                 |
| Moliens                  | 60405      | Moliennois       | 9,39             | 1 126 (2022)                      | 120                |
| Monceaux-l'Abbaye        | 60407      |                  | 4,57             | 218 (2022)                        | 48                 |
| Morvillers               | 60435      | Morvillois       | 5,12             | 504 (2022)                        | 98                 |
| Mureaumont               | 60444      | Mureaumontois    | 4,74             | 140 (2022)                        | 30                 |
| La Neuville-sur-Oudeuil  | 60458      |                  | 3,7              | 304 (2022)                        | 82                 |
| La Neuville-Vault        | 60460      |                  | 4,52             | 208 (2022)                        | 46                 |
| Offoy                    | 60472      | Offoyens         | 4,2              | 112 (2022)                        | 27                 |
| Omécourt                 | 60476      | Omécourtois      | 8,71             | 203 (2022)                        | 23                 |
| Oudeuil                  | 60484      |                  | 6,08             | 294 (2022)                        | 48                 |
| Pisseleu                 | 60493      |                  | 2,88             | 518 (2022)                        | 180                |
| Prévillers               | 60514      |                  | 5,18             | 249 (2022)                        | 48                 |
| Quincampoix-Fleuzy       | 60521      |                  | 9,22             | 403 (2022)                        | 44                 |
| Romescamps               | 60545      |                  | 10,48            | 542 (2022)                        | 52                 |
| Rothois                  | 60550      | Rothoisiens      | 3,18             | 229 (2022)                        | 72                 |
| Roy-Boissy               | 60557      |                  | 10,96            | 329 (2022)                        | 30                 |
| Saint-Arnoult            | 60566      | Saint-Arnoltiens | 7,9              | 202 (2022)                        | 26                 |
| Saint-Deniscourt         | 60571      |                  | 4,68             | 80 (2022)                         | 17                 |
| Saint-Maur               | 60588      |                  | 7,76             | 388 (2022)                        | 50                 |
| Saint-Omer-en-Chaussée   | 60590      | Audomarois       | 10,33            | 1 205 (2022)                      | 117                |
| Saint-Quentin-des-Prés   | 60594      |                  | 10,8             | 282 (2022)                        | 26                 |
| Saint-Samson-la-Poterie  | 60596      |                  | 4,3              | 231 (2022)                        | 54                 |
| Saint-Thibault           | 60599      |                  | 10,62            | 285 (2022)                        | 27                 |
| Saint-Valery             | 60602      |                  | 4,52             | 54 (2022)                         | 12                 |
| Sarcus                   | 60604      |                  | 13,04            | 270 (2022)                        | 21                 |
| Sarnois                  | 60605      |                  | 5,56             | 350 (2022)                        | 63                 |
| Senantes                 | 60611      | Senantais        | 19,94            | 583 (2022)                        | 29                 |
| Sommereux                | 60622      |                  | 12,97            | 480 (2022)                        | 37                 |
| Songeons                 | 60623      | Songeonnais      | 13,53            | 939 (2022)                        | 69                 |
| Sully                    | 60624      |                  | 4,83             | 166 (2022)                        | 34                 |
| Thérines                 | 60629      |                  | 10,8             | 195 (2022)                        | 18                 |
| Thieuloy-Saint-Antoine   | 60633      |                  | 2,49             | 381 (2022)                        | 153                |
| Villers-sur-Bonnières    | 60688      |                  | 4,02             | 140 (2022)                        | 35                 |
| Villers-Vermont          | 60691      |                  | 6,61             | 121 (2022)                        | 18                 |
| Vrocourt                 | 60697      |                  | 4,4              | 33 (2022)                         | 7,5                |
| Wambez                   | 60699      | Wambeziens       | 4,54             | 162 (2022)                        | 36                 |

### Démographie
| 1968   | 1975   | 1982   | 1990   | 1999   | 2009   | 2014   | 2020   |
| ------ | ------ | ------ | ------ | ------ | ------ | ------ | ------ |
| 25 720 | 25 591 | 25 765 | 26 792 | 28 451 | 31 803 | 32 975 | 32 391 |

## Organisation

### Siège
Le siège de la communauté est à Formerie,3 Rue de Grumesnil.

### Les Élus
La CCPV est administrée par son Conseil communautaire, composé pour la mandature 2020-2026  de 113 conseillers municipaux représentant chacune des 88 communes membres et répartis en fonction de leur population de la manière suivante :

- 9 délégués pour Grandvilliers ;

- 6 délégués pour Formerie ;

- 4 délégués pour Marseille-en-Beauvaisis et Feuquières ;

- 3 délégués pour Moliens, Saint-Omer-en-Chaussée et Songeons ;

- 1 délégué ou son suppléant pour  les autres communes.
Au terme des élections municipales de 2020, le conseil communautaire restructuré — profondément modifié, puisqu'environ la moitié des délégués sont des nouveaux élus — du 10 juillet 2020 a élu sa nouvelle présidente, Fabienne Cuvelier, maire de Gaudechart, ainsi que ses sept vice-présidents, qui sont : 
1. Guy Masson, maire de Beaudéduit, chargé de la gestion des déchets, des eaux et de l'assainissement ;
2. Jean-Pierre Estienne, maire de Feuquières, chargé de l'aménagement du territoire ;
3. Franck Cordier, maire de Briot, chargé du développement durable et de la communication ;
4. Pascal Verbeke, maire d’Hétomesnil, chargé de la culture et du tourisme ;
5. William Bous, maire de Formerie, chargé des infrastructures communautaires ;
6. Laurent Daniel, maire d’Hanvoile, chargé des affaires sociales et de la petite enfance ;
7. Philippe Smessaert, maire de Pisseleu-aux-Bois, chargé de l’économie et des finances.

### Liste des présidents
| Période       | Période                        | Identité          | Étiquette      | Qualité                                                                                        |
| ------------- | ------------------------------ | ----------------- | -------------- | ---------------------------------------------------------------------------------------------- |
| 1997          | 2001                           | Gérard Maillard   |                | Maire de Pisseleu (1983 → 2001) Ancien président du SIVOM du canton de Marseille-en-Beauvaisis |
| 2001          | avril 2014                     | Hubert Trancart   | DVD            | Agriculteur Maire d'Omécourt (2001 → )                                                         |
| avril 2014,   | juillet 2020                   | Jean-Louis Dor    | Les Centristes | Retraité de la fonction publique Maire d'Abancourt (2008 → )                                   |
| juillet 2020, | En cours (au 19 décembre 2023) | Fabienne Cuvelier |                | Directrice d'école Maire de Gaudechart (2009 → )                                               |

### Compétences
L'intercommunalité exerce les compétences qui lui ont été transférées par les communes membres, dans les conditions définies par le code général des collectivités territoriales. Il s'agit de[réf. nécessaire] :
- Collecte, traitement, tri et valorisation des ordures ménagères
- Secours et lutte contre l'incendie
- Construction, entretien et gestion des équipements sportifs à vocation intercommunale (reprise des six équipements sportifs existants, constitués par les piscines de Formerie et de Grandvilliers et par la salle de sports de Saint-Omer-en-Chaussée, ainsi que les gymnases de Formerie, Grandvilliers et Marseille-en-Beauvaisis liés aux collèges ; réalisation éventuelle d'équipements nouveaux complémentaires
- Aménagement de l'espace
  - Élaboration, suivi, modification et révision d'un Schéma directeur
  - Élaboration d'un Programme local de l'habitat (PLH)
- Développement économique
  - Promotion de la Picardie Verte et prospection visant à l'accueil d'entreprises nouvelles
  - Étude, aménagement et commercialisation d'une ou plusieurs zones d'activités économiques intercommunales
  - Soutien au développement du commerce, de l'artisanat et des activités de services
  - Soutien au développement du tourisme
- Logement et cadre de vie
  - Interventions en matière d'amélioration de l'habitat
  - Soutien aux opérations communales de toute nature dans le domaine du logement notamment les lotissements et le développement du locatif public et privé
- Transports et infrastructures
- Action sociale
  - Étude, soutien aux opérations communales et interventions directes éventuelles en matière d'accueil de la petite enfance, d'accueil périscolaire et d'insertion des jeunes (cantines et garderies périscolaires, structures d'accueil et d'information au service des jeunes)
  - Étude, soutien aux opérations communales et interventions directes éventuelles en faveur des personnes âgées (aide au maintien en particulier)
- Protection et mise en valeur de l'environnement
  - Contrôle et entretien des systèmes d'assainissement non collectif des eaux usées
  - Étude ou travaux qui serait confiée à la communauté de communes par une ou plusieurs communes adhérentes en matière de réhabilitation des systèmes d'assainissement, collectif ou non-collectif
  - Études et soutien aux communes en matières d'assainissement des eaux usées
  - Entretien des rivières et cours d'eau et participation aux éventuels travaux réalisés en coordination avec les territoires et groupements voisins
- Soutien aux projets communaux dans la limite de ses compétences
- Enseignement (collèges)
- Centres sociaux : bâtiments des centres sociaux, et soutien à leur fonctionnement
- Culture : 
  - Actions culturelles directement mises en œuvre par la communauté, via la programmation de manifestations culturelles diverses et l’accueil d’artistes en résidences ;
  - Gestion d’une salle culturelle intercommunale ;
  - Soutien au développement et à la promotion de la lecture, soit directement, soit indirectement par un soutien financier et/ou technique aux bibliothèques municipales du territoire ;
  - Soutien financier et/ou technique aux actions culturelles d’intérêt communautaire.

- Politiques contractuelles avec l'État, la Région, le département et tout autre partenaire.

La communauté prend en 2016 la compétence voirie  pour l’entretien de certaines routes communales. Le conseil communautaire définira sous deux ans la liste des voies concernées, qui devrait notamment comprendre les voies des zones d’activités. Cette compétence permettra également aux communes d'obtenir de meilleures conditions pour réaliser les travaux de réfection des voies dont elles conservent la charge.

### Régime fiscal et budget
La communauté de communes est un établissement public de coopération intercommunale à fiscalité propre.
Afin de financer l'exercice de ses compétences, la communauté de communes perçoit une fiscalité additionnelle aux impôts locaux des communes, avec fiscalité professionnelle de zone (FPZ ) et sans fiscalité professionnelle sur les éoliennes (FPE).
Elle collecte également la taxe d'enlèvement des ordures ménagères (TEOM), qui finance ce service public.

### Organismes de regroupement
La communauté de communes est membre du syndicat mixte fermé Trinoval, qui assure pour ses membres la collecte et le traitement des ordures ménagères.

## Projets et réalisations
Conformément aux dispositions légales, une communauté de communes a pour objet d'associer des « communes au sein d'un espace de solidarité, en vue de l'élaboration d'un projet commun de développement et d'aménagement de l'espace ».
Les premières activités de la CCPV ont été consacrées à la collecte des ordures ménagères et la gestion des piscines. La livraison du complexe sportif et culturel de Songeons, comprenant un plateau d'évolution de 44 m × 22 m transformable en salle de spectacle de 120 fauteuils, est prévue au printemps 2008.
La CCPV contribue au développement du territoire (avec les trois zones communautaires d’activités, situées à Feuquières, Formerie et Grandvilliers) et assure certains services à la population dans le secteur de la petite enfance, de la culture, de la jeunesse et des nouvelles technologies. Elle crée en 2017 avec la maison de l’emploi et de la formation du Beauvaisis une cité des métiers à Grandvilliers, lieu de formation aux métiers recherchant des professionnels.
Elle a signé le 7 juillet 2017 avec l'État et le Département  un « contrat de ruralité », qui prévoit la réalisation de projets d'aménagements destinés à favoriser le « maintien d'une ruralité vivante et décomplexée ». Ce programme de dix millions d'euros sur 4 ans, apporte à l'intercommunalité 1,7 million d'euros de subventions, destinés à : 
- la création d'une maison médicale à Marseille-en-Beauvaisis (accès aux services publics et aux soins) ;
- création d'une station service automatique municipale à Songeons (revitalisation des bourgs centres) ;
- la réhabilitation du bâtiment de l'ancienne gare d'Oudeuil (attractivité du territoire) ;
- Optimisation du projet de déplacements solidaires intergénérationnels (mobilités) ;
- Réactualisation de l'étude Méthanisation autour du pôle « viande Bigard »  à Formerie (transition écologique et énergétique) ;
- Réalisation de la maison d'accueil rural pour personnes âgées (MARPA) à Feuquières (cohésion sociale)[19].

La CCPV s'est lancée dans un vaste programme d'assainissement, qui a permis à chaque commune de se doter d'un schéma d’assainissement et de lancer les travaux correspondants, bénéficiant d'un haut niveau de subventionnement, grâce à des financements particulièrement favorables.
La Communauté élabore son schéma éolien. Le président Hubert Trancard indiquait en 2007 qu' « en périphérie du territoire de la Picardie verte (il) devrait être possible d'implanter dans les années à venir quelque 80 éoliennes, de puissance variable ».
Elle accueille en octobre 2017 dans 600 m2 de locaux commerciaux désaffectés de la zone d'activité communautaire de Grandvilliers une cité des métiers, qui s'inscrit dans un partenariat avec la maison de l'emploi et de la formation du Pays du Grand Beauvaisis, Pôle emploi et la chambre de métiers et de l'artisanat de l'Oise, et qui permet d'offrir des services de formation et d'information à destination de publics variés : jeunes, scolarisés ou non, demandeurs d'emploi, salariés en reconversion...